# Joseph Landau
Pour les articles homonymes, voir Landau.
Joseph Landau est un leader communautaire juif orthodoxe français du XXe siècle et le président-fondateur de la Synagogue de la rue Pavée, dans le quartier du Marais (connu comme le Pletzl), dans le 4e arrondissement de Paris.

## Biographie
Avec le Grand Rabbin Joel Leib HaLevi Herzog, Joseph Landau est à l'origine de la construction de la synagogue de la rue Pavée, bâtie sous la direction de l'architecte de l'Art nouveau, Hector Guimard. Cette synagogue orthodoxe indépendante du Consistoire est devenue monument historique. À l'inauguration de la synagogue de la rue Pavée, les Archives israélites notent que « l'entreprise n'a pas coûté un sou à la population juive parisienne ».
Joseph Landau investit son argent personnel (plus de sept mille francs) dans l'entreprise.
Le président de l'Agudas Hakehilos ((אֲגֻדָּת־הַקְּהִלּוֹת, Union des communautés) donne aux juifs venant des pays de l'Est une synagogue qui jusqu'à ce jour continue de faire la gloire du Marais et du judaïsme français.
Joseph Landau va aux États-Unis en 1870 avec son frère pour faire fortune. Ils ne font pas fortune et reviennent en 1876 à Paris. Ils se spécialisent  dans la fourniture des uniformes militaires pour les armées d’Afrique.